# Colostethus fugax
Colostethus fugax är en groddjursart som beskrevs av Morales och Schulte 1993. Colostethus fugax ingår i släktet Colostethus och familjen pilgiftsgrodor. IUCN kategoriserar arten globalt som otillräckligt studerad. Inga underarter finns listade i Catalogue of Life.